# Jules Ronsin
Jules Ronsin né le 6 avril 1867 à Châteaugiron et mort le 24 décembre 1937 à Rennes est un peintre français.

## Biographie
Jules Ronsin commence sa vie professionnelle à l'Imprimerie Oberthur à Rennes. Il s'inscrit ensuite l'école régionale des beaux-arts de Rennes et obtient une bourse qui lui permet d'entrer à l'École des beaux-arts de Paris, dans les ateliers de William Bouguereau et Tony Robert-Fleury. 
Il se lie d'amitié avec le sculpteur Jean Boucher (1870-1939). 
Il étudie les monuments byzantins de Mistra et du Mont Athos dans le cadre de l'étude de l'architecture et de la peinture en Grèce aux XIVe et XVe siècles avec le concours d'Henri Eustache, Sophie Millet et Pierre Roumpos.
Il prend la direction de l'école des beaux-arts de Rennes de 1917 à 1921, et la direction du musée des beaux-arts de Rennes de 1931 à 1935.
Jules Ronsin expose au Salon des artistes français de 1894 à 1934.
Il demeurait au 30, rue Hoche à Rennes. Les villes de Rennes (en 1966) et de Châteaugiron ont donné son nom à une rue.

## Œuvres dans les collections publiques
- Châteaugiron, mairie : Aux enfants de Châteaugiron mort pour la patrie, vers 1919, huile sur toile. Y figure un autoportrait et le portrait d'Aristide Courau, maire élu en 1919[3].
- Paris :
  - École nationale supérieure des beaux-arts :
    - Figure dessinée d'après nature, 1889, dessin crayon noir, homme nu trois quarts de face, médaille de la figure dessinée ;
    - Figure dessinée d'après nature, 1889, dessin crayon noir, homme nu de dos, médaille de la figure dessinée juin 1889 ;
    - Hylas entrainé par trois nymphes au fond d'une source où il puisait l'eau, 1890, dessin sur calque, encre noire à la plume pour le concours d'Attaiville ;
    - Le Faune, 1892, dessin au crayon noir sur papier calque, préparation pour le concours Jauvin d'Attainville, mention ;
    - Sainte Radegonde, prisonnière dans le cloître, 1889, huile sur toile ;
    - La Visitation, 1889, huile sur toile pour le concours d'esquisses peintes ;
    - Le Corps de Virginie exposé à la tribune, 1890, huile sur toile pour le concours d'esquisses peintes, prix Fortin d'Ivry 1890 ;
    - Torse ou demi-figure peinte, vers 1892, huile sur toile.

  - musée d'Orsay : Portrait de Madame Joseph Boucher, née Marie Blancherd, mère du sculpteur Jean Boucher, huile sur toile.
- Rennes :
  - mairie, rotonde située sous le beffroi : Aux glorieux enfants de la terre bretonne, 1919 fresque, œuvre détruite dans l'incendie du bâtiment en 1920, remplacé par une tapisserie.
  - musée des Beaux-Arts :
    - Portrait de Jean Janvier, maire de Rennes de 1908 à 1923, 1908, huile sur toile[4] ;
    - Madame Grandmoulin-Souffleux, huile sur toile ;
    - Monsieur Grandmoulin-Souffleux, huile sur toile.

## Expositions
- 1908 : « Exposition franco-britannique », musée des Beaux-Arts de Rennes.
- 1931 : « Cinquantenaire de l'École des beaux-arts de Rennes », exposition collective[5].

## Récompenses
- 1889 : 3e médaille de la figure dessinée.
- 1889 : 2e médaille de la figure dessinée.
- 1890 : prix Fortin d'Ivry, 3e médaille pour Le Corps de Virginie exposé à la tribune.
- 1892 : mention au concours Jauvin d'Attainville pour Le Faune.
- 1899 : prix Chenavard pour Montée au Calvaire.
- 1908 : médaille d'or à l'Exposition franco-britannique au musée des Beaux-Arts de Rennes.

## Élèves
- Étienne Blandin (1903-1991), du 10 avril 1921 à 1924
- Marcelle Delcour-Guinard (1896-1978), entrée en 1907 et sortie le 9 novembre 1918